# (9515) Dubner
(9515) Dubner – planetoida z grupy pasa głównego asteroid okrążająca Słońce w ciągu 3 lat i 281 dni w średniej odległości 2,42 j.a. Została odkryta 5 września 1975 roku w Obserwatorium Féliksa Aguilara przez Mario Cesco. Nazwa planetoidy pochodzi od Glorii Dubner (ur. 1950), pracującej przy Argentyńskim Instytucie Radioastronomii oraz przy Argentyńskim Instytucie Astronomii i Fizyki, zajmującej się pozostałościami po supernowych. Przed nadaniem nazwy planetoida nosiła oznaczenie tymczasowe (9515) 1975 RA2.